# Лежандр д’Арвесс, Франсуа Мари Гийом
Франсуа Мари Гийом Лежандр д’Арвесс (фр. François Marie Guillaume Legendre d'Harvesse; 1766—1828) — французский военный деятель, бригадный генерал (с 24 декабря 1805 года), барон Империи (с 27 ноября 1808 года), участник революционных и наполеоновских войн.

## Биография
Родился 1 ноября 1766 года в небольшом городке Кормере, провинция Нормандия. Вступает на военную службу 1 ноября 1787 года солдатом в пехотный полк Бос (с 1 января 1791 года – 68-й линейный полк), 8 января 1789 года становится капралом, затем 12 января 1790 года сержантом и 10 июня - фурьером. 1 декабря 1792 года он вышел в отпуск.
Возобновил службу в качестве солдата 10 июня 1793 года в рядах 10-го батальона добровольцев Манша. Был избран 5 сентября 1793 года сперва капитаном, а через четырнадцать дней командиром этого батальона. Принимает участие в кампаниях 1793-1796 годов в Вандее и в Бретани. В 1797 году переводится в Итальянскую армию, и отличается в битве при Ангиари 14 января 1797, где атакует сильную колонну врага всего лишь с одним батальоном, и сражается против австрийцев так энергично, что отбрасывает их, берёт 2,400 пленных и несколько орудий.
В 1798-99 годах находится в рядах Армии Берегов Океана, а в 1800 году возвращается в Итальянскую армию. 28 мая 1800 года прямо на поле боя назначается командиром 40-й линейной полубригады, после чего в новой должности отличается в битве при Маренго 14 июня 1800 года и переправе через Минчо 25 декабря 1800 года.
В 1803 году с полком отправляется в гарнизон в Бресте, а затем в 1804 году он присоединяется к силам, дислоцированным в лагере Сент-Омер. В 1805 году принимает участие в Австрийской кампании в составе дивизии Сюше 5-го корпуса Великой Армии. Он был произведён в бригадные генералы 24 декабря 1805 года, в награду за своё блестящее поведение в Аустерлицком сражении 2 декабря 1805 года. 22 сентября 1806 года назначается командиром 2-й бригады 1-й пехотной дивизии 1-го армейского корпуса маршала Бернадота, и делает кампании в Пруссии и Польше. 28 февраля 1807 года сдаёт командование из-за болезни, и отправляется в Познань на лечение. 18 марта назначен командующим войсками, направленными для обороны канала в Быдгоще.
После Тильзита он был назначен, 9 ноября 1807 года, начальником штаба 2-го обсервационного корпуса Жиронды под командованием своего старого начальника генерала Дюпона. 22 июля 1808 года присутствовал при роковой капитуляции французов у Байлена, и императорским декретом от 9 февраля 1809 года был отправлен в отставку.
6 августа 1811 году вернулся к активной службе в армии королевства Италии, 14 октября назначен командующим департамента Мусоне, с 11 апреля 1812 года командир бригады в Итальянском обсервационном корпусе, но 1 марта был отстранен от должности и 26 апреля заключён в тюрьму Аббатства в Париже. Его арест был инициирован декретом высшего имперского суда от 17 февраля, по которому, как утверждалось, он являлся соучастником генерала Дюпона в Байленском деле.
Освобождён при первой реставрации, и назначен секретарём военного министерства 5 апреля 1814 года, затем 3 декабря 1814 года стал начальником штаба 22-го военного округа. Во время Ста Дней оставался без служебного назначения. После повторного отречения Наполеона был зачислен в состав генерального штаба армии 30 ноября 1818 года, и 1 января 1825 года был отправлен в отставку.

## Воинские звания
- Рядовой (1 ноября 1787 года);
- Капрал (8 января 1789 года);
- Сержант (12 января 1790 года);
- Фурьер (10 июня 1792 года);
- Капитан (5 сентября 1793 года);
- Командир батальона (19 сентября 1793 года);
- Полковник (28 мая 1800 года);
- Бригадный генерал (24 декабря 1805 года).

## Титулы
- Барон д’Арвесс и Империи (фр. baron d'Harvesse et de l'Empire; декрет от 19 марта 1808 года, патент подтверждён 27 ноября 1808 года)

## Награды
- Легионер ордена Почётного легиона (11 декабря 1803 года);
- Офицер ордена Почётного легиона (14 июня 1804 года);
- Кавалер ордена Святого Людовика (8 июля 1814 года);
- Командор ордена Почётного легиона (23 августа 1814 года).